# Gen’ichi Takahashi
Gen’ichi Takahashi (jap. 高橋 厳一, Takahashi Gen’ichi; * 28. Juni 1980 in der Präfektur Saitama) ist ein ehemaliger japanischer Fußballspieler.

## Karriere
Takahashi erlernte das Fußballspielen in der Jugendmannschaft von Urawa Reds. Seinen ersten Vertrag unterschrieb er 1999 bei den Urawa Reds. Der Verein spielte in der höchsten Liga des Landes, der J1 League. Am Ende der Saison 1999 stieg der Verein in die J2 League ab. 2001 wechselte er zum Ligakonkurrenten Montedio Yamagata. Ende 2001 beendete er seine Karriere als Fußballspieler.